# Leptotarsus (Longurio) coronatus
Leptotarsus (Longurio) coronatus is een tweevleugelige uit de familie langpootmuggen (Tipulidae). De soort komt voor in het Afrotropisch gebied.